# Estação Ferroviária de Amersfoort

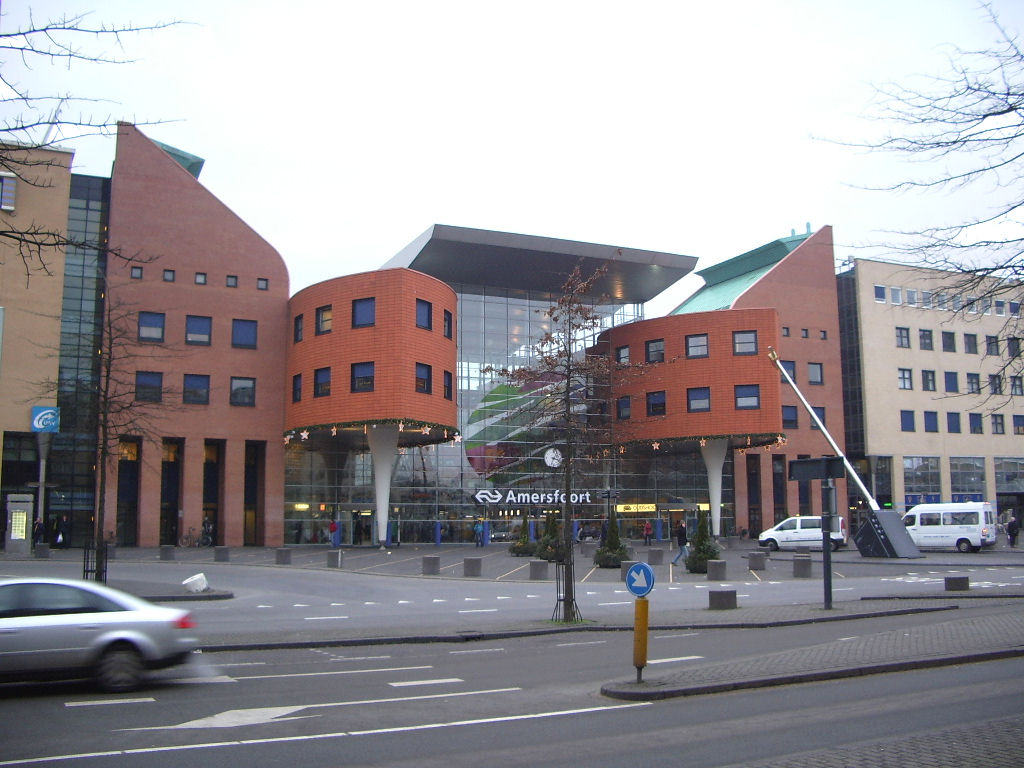
Imagem da Estação Ferroviária de Amersfoort em 2006

A Estação Ferroviária de Amersfoort é uma estação ferroviária localizada no município de Amersfoort, províncie de Utreque, Países Baixos.